# Friedrich Albert von Zenker
Friedrich Albert von Zenker (Dresda, 13 marzo 1825 – Meclemburgo, 13 giugno 1898) è stato un medico e patologo tedesco, celebre per la sua scoperta della trichinosi.
Studiò a Lipsia e Heidelberg. Nel 1855 assunse il ruolo di professore di anatomia patologica presso l'ospedale di Dresda. Nel 1862 insegnò all'università di Erlangen. Tre anni dopo ricoprì con Hugo Wilhelm von Ziemssen del Deutsches Archiv für klinische Medizin. Nel 1895 si ritirò dal servizio attivo. La sua importante scoperta del pericolo della trichinella risale al 1860. Nello stesso anno pubblicò l'opera "Ueber die Trichinenkrankheit des Menschen".